# 動物園線

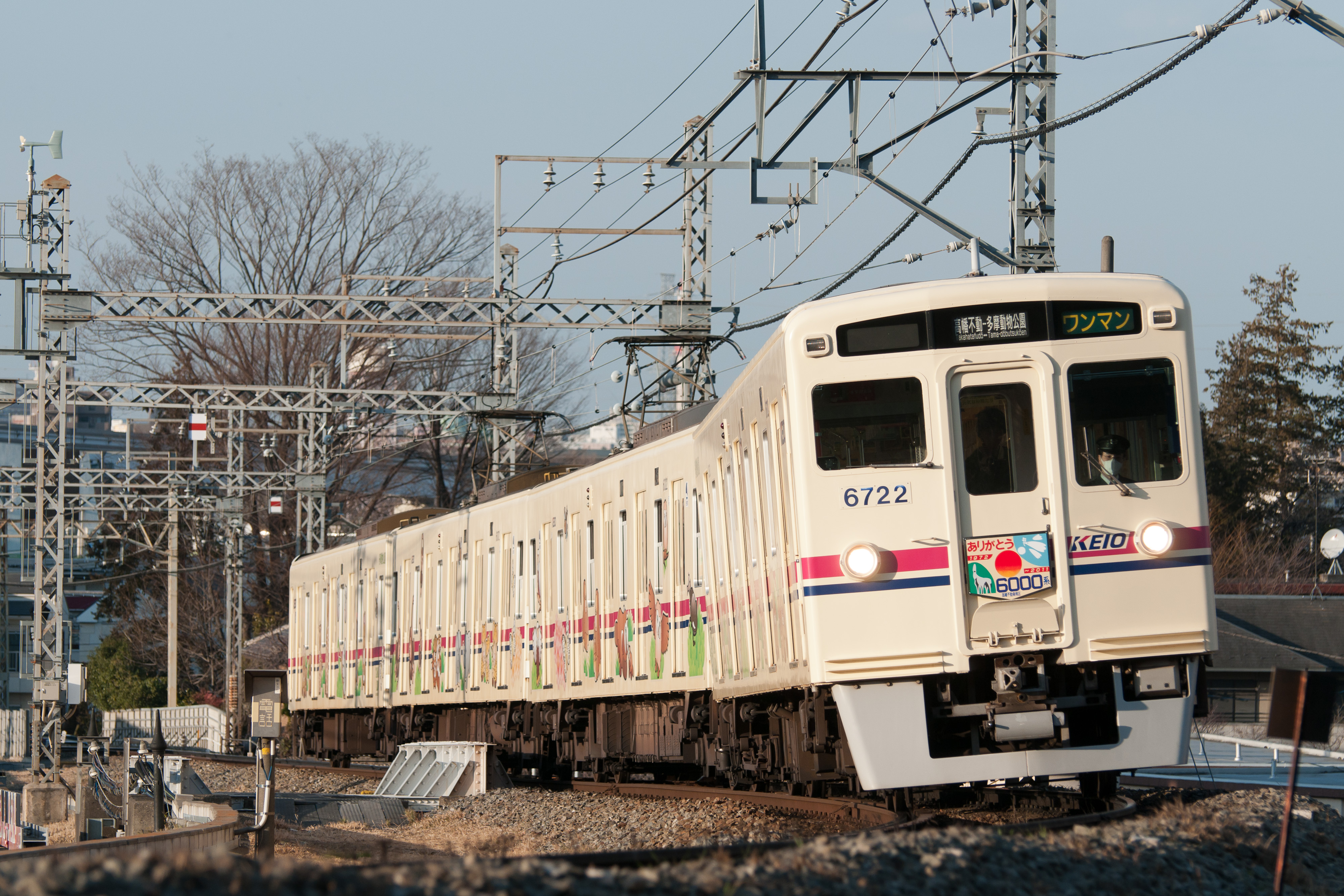
動物園線專車6022F「TAMA ZOO TRAIN」

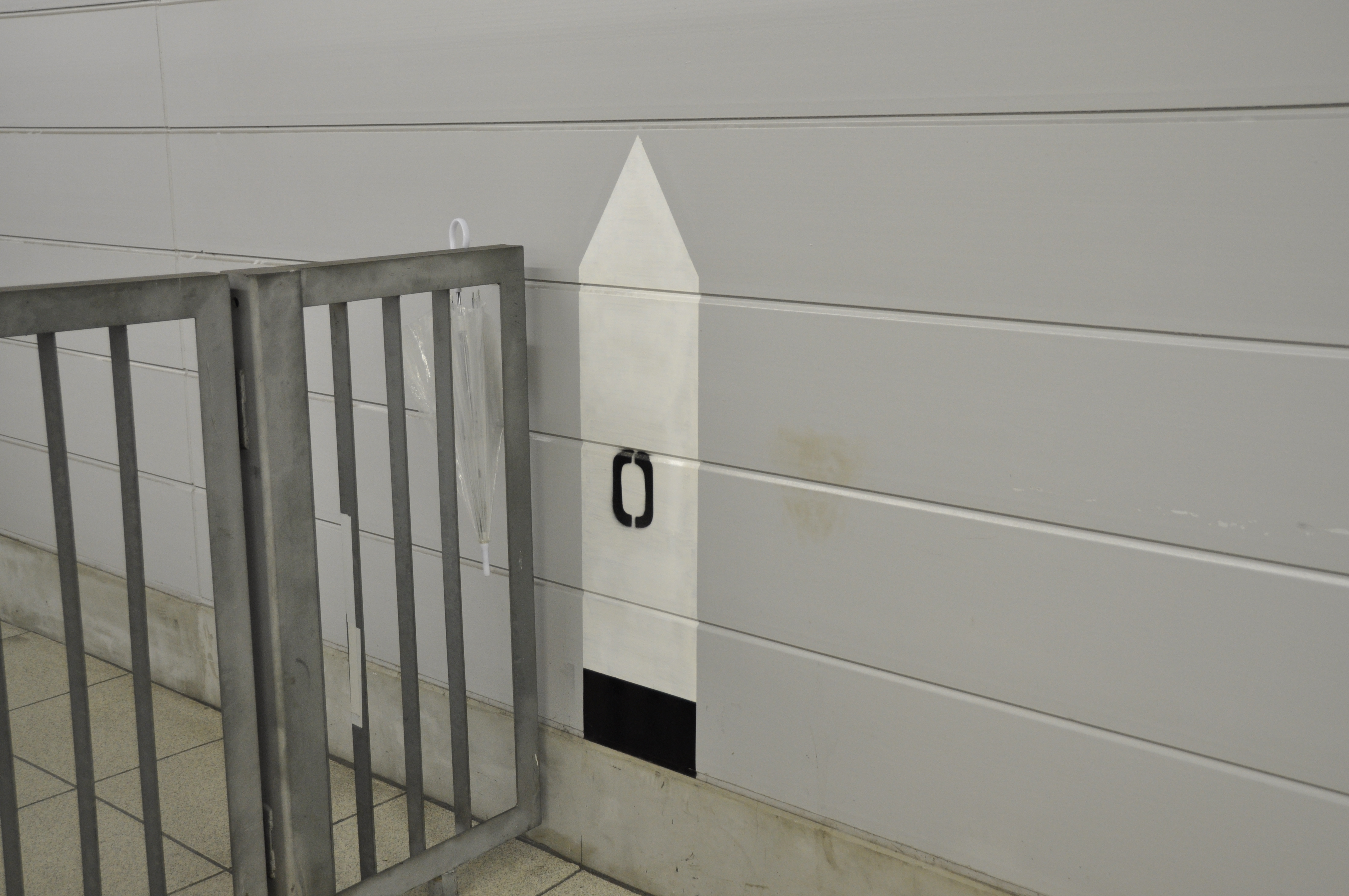
位於高幡不動站1號月台的距離標示

動物園線（日语：／ Dōbutsuen sen */?）是一條連結高幡不動站和多摩動物公園站，屬於京王電鐵的鐵道路線。全線在東京都日野市內行走。車站編號使用路線記號為KO。

## 路線資料
- 路線距離：2.0公里
- 軌距：1372毫米
- 站數：2個（包括起終點站。沒有中途站）
- 複線路段：沒有（全線單線）
- 電氣化路段：全線（直流1500V）
- 保安裝置：京王ATC、速度制御式

## 年表
- 1964年4月29日，作為京王帝都電鐵的路線開始運行。
- 2000年10月20日，開始使用一人控制的列車。
- 2002年3月23日，開始使用繪有動物圖案的京王6000系電車「TAMA ZOO TRAIN」。
- 2004年10月9日，多摩動物公園站 - 都營新宿線大島站路段，通過三田線神保町站連接起來提供臨時服務，但是受到颱風的影響而取消。
- 2008年8月9日，大島站 - 多摩動物公園站的臨時列車開始提供服務。
- 2011年
  - 3月28日，「TAMA ZOO TRAIN」改為使用京王7000系電車。自此，原本的京王6000系電車全線退役。
  - 6月30日，由於受到節電的影響，動物園線直通京王線的服務停止一天。
  - 9月23日，僅限於休日直通京王線的列車重新投入服務。
  - 10月2日，開始使用列車自動控制系統。
- 2013年
  - 2月22日，六日及假期開往新宿的急行列車取消，而新宿開往多摩動物公園的急行列車則如常保留。
  - 10月10日，京王鐵路樂園重新啟用，加上多摩動物公園站的改善工程完工後，引入京王鐵路樂園作為副站名。
- 2015年3月22日，「TAMA ZOO TRAIN」內部裝修完成，易名為「新TamazooTrain」繼續運行。

## 車站列表
- 兩站均位於東京都日野市。
- 2013年2月22日起依次引入車站編號[1]。

| 車站編號 | 中文站名                      | 日文站名 | 英文站名 | 累計距離     | 累計距離 | 接續路線                                               |
| 車站編號 | 中文站名                      | 日文站名 | 英文站名 | 高幡不動起計 | 新宿起計 | 接續路線                                               |
| -------- | ----------------------------- | -------- | -------- | ------------ | -------- | ------------------------------------------------------ |
| KO29     | 高幡不動                      |          |          | 0.0          | 29.7     | 京王電鐵： 京王線 多摩都市單軌電車：多摩都市單軌電車線 |
| KO47     | 多摩動物公園 （京王鐵路樂園） |          |          | 2.0          | 31.7     | 多摩都市單軌電車：多摩都市單軌電車線                   |

- 整段路線與多摩都市單軌電車線並行，但是多摩單軌方面在途中多設程久保站。